# Wend von Kalnein
Wend Graf von Kalnein (né le 24 mai 1914 à Ludwigslust et mort le 22 novembre 2007 à Seekirchen am Wallersee) est un historien de l'art et écrivain allemand.

## Biographie
Karl Wend comte von Kalnein est né à Ludwigslust en 1914 et est le fils de Karl Erhard von Kalnein (1873-1914), décédé en Belgique pendant la Première Guerre mondiale la même année. La mère est la comtesse Erna von der Recke de Wald im Pinzgau, en Autriche. Il grandit en Autriche et étudie au lycée Maximilien de Munich (de) de 1929 à 1932. Après plusieurs semestres de droit, von Kalnein étudie l'histoire de l'art, l'archéologie classique et les études romanes à Bonn de 1935 à 1939. Depuis 1934, il est membre du Corps Borussia Bonn.
Pendant la Seconde Guerre mondiale, von Kalnein est officier dans la Wehrmacht en France (protection de l'art), dans le sud de la Russie/Ukraine et dans la région du Danube. Von Kalnein y est officier de liaison avec l'armée roumaine. Après la capitulation inconditionnelle de la Wehrmacht, il est livré par les Tchèques à l'Armée rouge en Bohême. Il est prisonnier de guerre  en Géorgie soviétique dans le Caucase, où il - grâce à sa connaissance du russe - est principalement utilisé dans l'administration. Les prisonniers construisent l'aciérie de Roustavi dans des conditions indescriptibles avec les travailleurs forcés soviétiques. En 1949, Von Kalnein doit également servir d'interprète lors d'enquêtes sur des prisonniers allemands pour "crimes de guerre", accompagnées de mauvais traitements et d'extorsions. Il subit une rééducation et est emprisonné, soupçonné d'espionnage, parce qu'il apprend le géorgien. Von Kalnein rédige ses expériences de camp dans le Caucase immédiatement après sa libération en Autriche en 1950 et les présente pour la première fois à Paris en 1951. Elles servent de base à son "Journal géorgien", qui est publié en 2002 par l'auteur lui-même.
En 1953, von Kalnein obtient son doctorat. Il se voit ensuite confier la direction des Collections margraviales badoises à Salem. À partir de 1957, il est directeur du musée Zähringer de Baden-Baden, puis conservateur des collections d'art de l'État à Cassel. De 1964 jusqu'à sa retraite en 1979, il occupe le poste de directeur de Kalnein du Kunstmuseum Dusseldorf. En 1979, il obtient encore un poste de professeur honoraire d'histoire de l'art à l'Université de Salzbourg .
Au cours des dernières décennies de sa vie, von Kalnein vit à Seekirchen en Autriche. Il épouse Livia baronne von Thielmann en 1959. Ses trois enfants Heinrich von Kalnein (de) (1960), Albrecht von Kalnein (1962) et Alexandra von Kalnein (1964) sont issus de ce mariage. Wend von Kalnein décède à Seekirchen en 2007, où se trouve sa dernière demeure.

## Publications
Éditions de livres
- Salem. Münster – Schloß – Schule. Aufnahmen von Toni Schneiders und Siegfried Lauterwasser. Text von Wend Graf Kalnein. Jan Thorbecke Verlag, Lindau/Konstanz 1958.
- Das kurfürstliche Schloß Clemensruhe (de) in Poppelsdorf – ein Beitrag zu den deutsch-französischen Beziehungen im 18. Jahrhundert. Schwann, Düsseldorf 1956.
- The Art and Architecture of the Eighteenth Century in France. Penguin Books, 1973.
- Schloss und Münster Salem. Deutscher Kunstverlag, München/Berlin 1976.
- Kunstmuseum Düsseldorf (Hrsg.): Fünf Publikationen (Malerei, Kunst des 20. Jahrhunderts, Zeichnungen und Grafik, Plastik und Kunstgewerbe, Glas). Düsseldorf, 1976/1977.
- Schloss Anif: ein Denkmal bayerischer Romantik in Salzburg. Pustet, Salzburg 1988.
- Architecture in France in the Eighteenth Century. (Zusammen mit David Britt.) The Yale University Press, Pelican History of Art. Penguin Books, 1995.
- Georgisches Tagebuch. Fünf Jahre kriegsgefangen im Kaukasus. fibre, Osnabrück 2003.

Catalogues d'expositions d'art (sélection)
- Das Weingefäß im Wandel der Jahrtausende. Ausstellungskatalog, Württemburgischer Kunstverein und Kunstmuseum Düsseldorf, Düsseldorf 1966.
- Zero Raum. Kunstmuseum Düsseldorf, Düsseldorf 1973.
- The Hudson and the Rhine. Die amerikanische Malerkolonie in Düsseldorf im 19. Jahrhundert. Kunstmuseum Düsseldorf, Düsseldorf 1976.
- Leerdam unica: 50 Jahre modernes niederländisches Glas. Ausstellungen in Kunstmuseen Düsseldorf und Rotterdam 1977. Düsseldorf/Rotterdam 1977.
- Die Düsseldorfer Malerschule (Hrsg.): Ausstellungen Kunstmuseum Düsseldorf und Mathildenhöhe Darmstadt, 1979. Kunstmuseum Düsseldorf, Düsseldorf 1979.

Autres catalogues d'exposition sur : Arnold Böcklin (1827–1901). Maison de peinture pour enfants, travail avec les enfants au musée d'art de Düsseldorf. Düsseldorf et le nord.

## Sources
- Wend Graf von Kalnein: Georgisches Tagebuch. Fünf Jahre kriegsgefangen im Kaukasus. fibre-Verlag, Osnabrück 2003  (ISBN 3-929759-78-0).
- Persönliche Auskünfte von Livia von Kalnein (geb. von Thielmann), der Gattin von Wend von Kalnein